# 三段滝
三段滝（さんだんだき）は、広島県山県郡安芸太田町横川にある滝。太田川の支流、柴木川にかかる滝であり、国の特別名勝の一つとなっている。

## 概要
三段峡にある滝の一つであり、西中国山地国定公園の一部となっている。ここから聖湖方面へ遊歩道が通じているが、崩落の危険性があるためここから先が封鎖されている。
10月下旬から11月上旬にかけて、紅葉狩りの観光客で賑わう。
三段滝へは南側の水梨口からのルート（約1.5キロ、徒歩約30分）と北側の餅ノ木口からのルート（約1.3キロ、徒歩約25分）の二つのルートがある。
下流の遊歩道下で岩盤崩落が発生したため、2023年（令和5年）8月23日から「餅ノ木口」と「水梨口」のいずれのルートも通行止めになっており三段滝へ行くことは困難になっている（2023年10月現在）。

## 周辺の施設
- 水梨駐車場（乗用車170台、正面口からのマイクロバスあり。）

## 交通アクセス
- 広島バスセンター→広電バス三段峡行きで一般道経由2時間、高速道経由1時間。[3]バス停三段峡下車、その後三段峡交通のマイクロバスに乗り換えて30分。[4]
- 中国自動車道戸河内ICから国道191号を益田方面へ8km。[4]